# 1465 az irodalomban
Az 1465. év az irodalomban.

## Születések
- 1465 (vagy 1468) – Fernando de Rojas spanyol drámaíró, a szefárd irodalom kiemelkedő alakja († 1541)
- 1465 – Gil Vicente portugál költő, drámaíró († 1536 körül)

## Halálozások
- január 5. – I. Károly orléans-i herceg, korának egyik leghíresebb francia lírikusa (* 1394)
- 1465 – Joanot Martorell katalán író, híres regénye (1490) a Tirant lo Blanch (* 1413 körül)